# جوائز الموسيقى العالمية لعام 2007
جوائز الموسيق العالمية لعام 2007 (الحفل الـ19 لجوائز الموسيقى العالمية) أقيم بتاريخ 4 نوفمبر 2007 في موناكو لأول مرة منذ عدة سنوات. يعتمد الحفل على تقديم الجوائز لأفضل المبيعات وليس على الأصوات. كل أرباح تلك الليلة قدمت لبناء مستشفى في دارفور. قدم الحفل جوليان مكماهون. المؤدين شملوا نايتويش، أيكون، عمرو دياب، أفريل لافين، كاسكادا، سيلين ديون، سيارا، لورا باوزيني، مانا وريانا.

## جوائزالأسطورة
- إهداء مميز لمغنية الآر بي: باتي لابيل
- إهدا مميز للمغنية: سيلين ديون

## فنان السنة
- ريانا

## الفائزون

### فئة الدي جي
- أكبر مبيعات لدي جي في العالم: دافيد غيتا

### فئة الإنترنت
- أكبر مبيعات لفنان عبر الإنترنت في العالم: أيكون

### فئة الموسيقى اللاتينية
- أكبر مبيعات لفرقة موسيقية لاتينية في العالم: مانا

### فئة الجديد
- أكبر مبيعات لفنان جديد في العالم: ميكا

### فئة البوب
- أكبر مبيعات لمغنية بوب في العالم: ريهانا
- أكبر مبيعات لمغني بوب في العالم: جستن تيمبرلك

### فئة البوب روك
- أكبر مبيعات لمغنية بوب روك في العالم: أفريل لافين
- أكبر مبيعات لمغني بوب روك في العالم: ميكا

### فئة الراب هيب هوب
- أكبر مبيعات لمغني راب هيب هوب في العالم: 50 سنت

### فئة الآر&بي
- أكبر مبيعات لمغنية آر&بي في العالم: سيارا
- أكبر مبيعات لمغني آر&بي في العالم: أيكون

### الجوائز المحلية
- أكبر مبيعات لمغني أفريقي: أيكون
- أكبر مبيعات لمغني أمريكي: جستن تيمبرلك
- أكبر مبيعات لمغني أسترالي: سيلفرتشير
- أكبر مبيعات لمغني بريطاني: ميكا
- أكبر مبيعات لمغني كندي: أفريل لافين
- أكبر مبيعات لمغني صيني: دجاي شو
- أكبر مبيعات لمغني هولندي: ويذن تيمبتيشن
- أكبر مبيعات لمغني فرنسي: كريستوف ويليم
- أكبر مبيعات لمغني ألماني: كاسكادا
- أكبر مبيعات لمغني أيرلندي: يو 2
- أكبر مبيعات لمغني إيطالي: لورا باوزيني
- أكبر مبيعات لمغني لاتيني: مانا
- أكبر مبيعات لمغني عربي: عمرو دياب
- أكبر مبيعات لمغني روسي: سيريبرو
- أكبر مبيعات لمغني إسباني: ميغيل غونزاليس
- أكبر مبيعات لمغني إسكندنافي: نايتويش